# Cytherura burroughsensis
Cytherura burroughsensis är en kräftdjursart som beskrevs av Brouwers 1994. Cytherura burroughsensis ingår i släktet Cytherura och familjen Cytheruridae. Inga underarter finns listade i Catalogue of Life.